# Teresa Badzian
Teresa Badzian (ur. 18 września 1929 w Zamościu, zm. 20 czerwca 1989 w Warszawie) – polska reżyser i scenarzystka filmów animowanych przeznaczonych przede wszystkim dla dzieci, z wykształcenia aktorka-lalkarka. Związana z warszawskim Studiem Miniatur Filmowych. Została pochowana na starym cmentarzu na Służewie.

## Filmografia
- 1954 Cyrk - asystent reżysera
- 1955 Niezwykła podróż - reżyseria, scenariusz
- 1956 Nowy domek - reżyseria
- 1957 Tajemnicze sygnały - reżyseria
- 1957 Wycieczka - reżyseria
- 1958 Wesołe miasteczko - reżyseria
- 1959 Królewna i osiołek – reżyseria
- 1960 Pan słoń - reżyseria
- 1960 Nieproszony gość - reżyseria
- 1960 Żyrafiątko - reżyseria
- 1961 Muzyczka - reżyseria, scenariusz
- 1962 Mamutek - reżyseria
- 1963 Król czy królik? - reżyseria
- 1964 Alarm - realizacja
- 1964 Guzik - reżyseria
- 1965 Niespodzianka – reżyseria, scenariusz
- 1966 Gra - reżyseria
- 1966 Kangurek - reżyseria
- 1967 Klocki - realizacja
- 1967 Mały wyścig - reżyseria, scenografia
- 1968 Wesoła Ludwika – realizacja
- 1970 Przygody Misia Colargola (odc. Oswobodzenie misia) – reżyseria, scenariusz
- 1970 Sznur - reżyseria, scenariusz
- 1971 Tu mieszka Murzynek - reżyseria, scenariusz
- 1973 Dynia - reżyseria, scenariusz
- 1974 Choinka - reżyseria, scenariusz
- 1975 Dwie gitary - reżyseria, scenariusz
- 1976 Piekielne przygody - reżyseria, scenariusz
- 1977 Przeziębienie - reżyseria, scenariusz
- 1978 Buda - reżyseria, scenariusz
- 1979 Żelazko - reżyseria, scenariusz
- 1980 Telefon to twój przyjaciel - reżyseria, scenariusz
- 1983 Gwiazdka z nieba - reżyseria
- 1984 Złote ziarenko - reżyseria, scenariusz
- 1986 Złota nić - reżyseria
- 1988 Miotła i ptak - reżyseria

## Nagrody
- 1960 – dyplom uznania za film Królewna i osiołek na Międzynarodowym Festiwalu Filmów Dziecięcych w Mar del Plata[1]
- 1965 – "Złote Koziołki" na Festiwalu Filmów Dziecięcych w Poznaniu za film Niespodzianka
- 1966 – Nagroda "Srebrna Plakietka" za film Niespodzianka na V Międzynarodowym Festiwalu Filmów Dziecięcych w La Placie
- 1969 – "Brązowe Koziołki" na Festiwalu Filmów Dziecięcych w Poznaniu za film Wesoła Ludwika